# Radialna hitrost
Radiálna hitróst je hitrost telesa v smeri opazovanja, oziroma njegova hitrost v smeri proti ali stran od opazovalca. Svetloba vira z veliko radialno hitrostjo bo zaradi Dopplerjevega pojava spremenjena. Frekvenca oddaljujočega se telesa se bo zmanjšala (rdeči premik), bližajočega se pa se bo povečala (modri premik).
Radialna hitrost zvezde ali drugega svetlega, vendar oddaljenega telesa, se lahko natančno izmeri s pomočjo visokoločljivega spektra, ki se primerja z izmerjeno valovno dolžino znane spektralne črte iz laboratorijskih meritev. Po dogovoru pozitivna radialna hitrost pomeni, da se telo oddaljuje, negativna pa da se telo približuje.
V mnogih sistemih dvojnih zvezd se radialne hitrosti komponent pri gibanju po tiru spreminjajo za več kilometrov na sekundo. Ker se spektri takšnih zvezd zaradi Dopplerjevega pojava spreminjajo, se imenujejo spektroskopska dvozvezdja. Z radialnimi hitrostmi se lahko ocenijo mase zvezd in nekateri elementi tirov, kot sta izsrednost tira ali velika polos. Z enako metodo so odkrili zunajosončne planete okrog zvezd. Meritve gibanja določa planetovo orbitalno periodo, velikost premika pa omogoča računanje spodnje meje planetove mase. Same metode merjenja radialnih hitrosti omogočajo le računanje spodnje meje, ker veliki planet, ki kroži pod velikim kotom glede na opazovalca, moti svojo zvezdo radialno, podobno kot mali planet z ravnino tira v smeri opazovalca.
Zgledi za radialne hitrosti znanih nebesnih teles:
- Andromedina galaksija (M31): -301 ± 1 km/s
- zvezda Arktur (α Boo): -5 km/s
- razsuta kopica M11: +22 km/s
- galaksija M100: +1571 ± 1 km/s